# Лускавник
Лускавник (Rhagologus leucostigma) — вид горобцеподібних птахів монотипової родини Rhagologidae.

## Таксономія
Тривалий час вид відновили до родини свистунових. У 2009 році за видом визнали невизначене положення. Згідно з генетичним аналізом 2014 року вирішено вид виокремити у монотипову родину. Найближчими родичами лускавника є представники родини ланграйнових (Artamidae).

## Поширення
Лускавник поширений у Новій Гвінеї. Природним середовищем проживання є субтропічні і тропічні гірські дощові ліси.